# Ярослав Ярополкович
Ярослав Ярополкович (? — 11 серпня 1103) — князь Берестейський, син князя Турівського, Володимирського і першого короля Русі Ярополка Ізяславича.

## Біографія
За дослідженнями В. Татищева, Ярослав при житті батька у 1079 році — господарював Луцьком. Після Любецького з‘їзду, Ярослав був вимушений поступитися своїми володіннями на користь Давида Ігоровича. Після чого заволодів Берестям, яке, ймовірно хотів залишити собі, та на початку ХІІ ст. дядько Ярослав, Великий князь Київський, Святополк Ізяславич почав витісняти своїх племінників Ярополковичів з княжих столів. У 1101 році Святополк захопив Берестя, у якому князював Ярослав, взяв племінника в полон та кинув у в'язницю в Києві. Проте невдовзі, за Ярослава поручилось київське духовенство, і він був відпущений на волю за умови що залишиться у Києві, та не посягатиме на волості свого дядька.
Та вже у 1102 році Ярослав втік з Києва та вирушив на захід. В погоню за ним вирушив його двоюрідний брат, Ярослав Свтополкович, який спіймав Ярослава біля Берестя на річці Нурі. Ярослава Ярополковича закованого в кайдани привели до Києва і знову посадили у темницю, де він і помер 11 серпня 1103 року.
У літописах немає звісток, чи був Ярослав одружений та, чи мав він дітей. За даними того В. Татищева, Ярослав залишив після себе сина Юрія, про якого інші джерела не згадують.
Берестейське князівство після нього успадкував його молодший брат В'ячеслав Ярополкович.
За ще однією із версій сином Ярослава був городенський князь Всеволодко.